# Каштелойнш (Пенафиел)
Каштелойнш (порт. Castelões) — район (фрегезия) в Португалии, входит в округ Порту. Является составной частью муниципалитета Пенафиел. По старому административному делению входил в провинцию Дору-Литорал. Входит в экономико-статистический субрегион Тамега, который входит в Северный регион. 
Население составляет 1413 человека на 2001 год. Занимает площадь 3,94 км².